# Droomvoeding
Droomvoeding is het derde studioalbum van de Vlaamse rapper Brihang. Het album werd uitgebracht op 6 oktober 2023. Op 14 oktober kwam het binnen op #1 in de Vlaamse Ultratop 200 Albums. Brihang won zijn eerste MIA met het album, in de categorie Artwork.

## Achtergrond
In 2019 scoorde Brihang goed met zijn tweede album Casco. Zo behaalde de van dit album afkomstige single "Steentje" goud. Hij promootte het album met een lange tournee en stond in een uitverkochte AB. Het succes, en de coronapandemie, leverden een grote druk op waardoor Brihang in een schrijversblok belandde. Hij schreef twee jaar lang geen nummers. Om zijn hoofd leeg te maken trok hij verschillende malen naar een huisje in de Ardennen.
In juni 2023 werd Brihang vader van een zoon. Hij had al een dochter, geboren in 2020. Het vaderschap loopt als een rode draad door de liedteksten van Droomvoeding. De titel van het album werd bedacht door Brihangs vrouw. Het woord "Droomvoeding" verwijst naar het voeden van een baby terwijl die verder slaapt. Het is voor Brihang ook een metafoor voor de dromen en ambities die het leven voeden en richting geven.
Op 6 oktober 2023 werd Droomvoeding uitgebracht. Ter promotie van het album bracht Brihang het zelf aan de man door het vijf dagen op markten te verkopen. Op 27 oktober stelde hij het album aan het grote publiek voor in de AB.

## Opnames en productie
Brihang voelde zich muzikaal tegen een limiet aanlopen. Hij schakelde Alois Maddens in om het album te produceren. Op het album zijn geluiden te horen uit de gezinssituatie. Zo onderbrak zijn dochter een demo-opname omdat ze vond dat haar vader genoeg had gewerkt. Brihang liet de onderbreking in de opname.

## Ontvangst
Het hoesontwerp werd verzorgd door Valentijn Goethals en Ine Meganck. Het leverde Brihang zijn eerste MIA op, in de categorie Artwork. Radio 1 riep het album uit tot album van de week. Droomvoeding kwam binnen op #1 in de Vlaamse Ultratop 200 Albums. Het wist deze positie een week vast te houden. In totaal zou het album 18 weken in de hitlijst blijven.
Ook door recensenten werd het album goed ontvangen. Allen stonden stil bij de ontwikkeling die Brihang doormaakte als communicator en als gezinsman, een rol die het album tekstueel sterk beïnvloedde. Lucas Palmans van Dansende Beren benoemde de "meest normale zaken des levens" die op het album aan bod komen die door Brihang sterk gecommuniceerd worden.  Willem Jongeneelen van OOR noemde Brihang "de origineelste Vlaamse poëet" en "een van de boeiendste rappers van de lage landen" in zijn recensie van het album. Die kwalificaties zijn ingegeven door de vragen die Brihang stelt in zijn liedteksten over de complexiteit van normale zaken in het leven en het uitblijven van routine en balans.

## Tracklist
Alle teksten zijn geschreven door Brihang. 
| Nr. | Titel                      | Muziek                      | Duur |
| --- | -------------------------- | --------------------------- | ---- |
| 1.  | Accepteren                 | Alois Maddens               | 3:38 |
| 2.  | Berg                       | Mick Lemaire                | 4:22 |
| 3.  | Alles loopt anders         | Alois Maddens, Brihang      | 3:04 |
| 4.  | Mama's buik                | Mick Lemaire                | 3:25 |
| 5.  | Zee van tijd               | Alois Maddens               | 3:12 |
| 6.  | Tussenin                   | Mick Lemaire                | 3:16 |
| 7.  | Telefoontje                | Lukas Somers                | 3:27 |
| 8.  | Cut op de set              | Lukas Somers                | 3:16 |
| 9.  | Veel succes                | Alois Maddens               | 2:18 |
| 10. | 'k Wou da'k het kon zeggen | Willem Ardui                | 3:00 |
| 11. | Later... is nu             | Alois Maddens, Mick Lemaire | 5:22 |

## Personeel
- Lukas Somers (gitaar)
- Jullian De Pestel (lap-steelgitaar)
- Alois Maddens (basgitaar, achtergrondzang)
- Mick Lemaire (synthesizer)